# جیمز ولف موری
جیمز ولف موری (انگلیسی: James Wolfe Murray; ۱۳ مارس ۱۸۵۳ – ۱۷ اکتبر ۱۹۱۹) فرد نظامی اهل بریتانیا بود. وی همچنین برندهٔ جوایزی همچون نشان حمام، نشان آنای مقدس (سنت آنا) و نشان گنجینه مقدس شده‌است.
یک افسر ارتش بریتانیا بود که در جنگ چهارم انگلیس-آشانتی، جنگ دوم بوئر و جنگ جهانی اول خدمت کرد. او سه ماه پس از شروع جنگ جهانی اول به ریاست ستاد کل امپراتوری رسید، اما ناکارآمد بود و در سپتامبر ۱۹۱۵ پس از شکست لشکرکشی داردانل برکنار شد.